# Шеклянур
Шеклянур — деревня в Медведевском районе Марий Эл Российской Федерации. Входит в состав Азяковского сельского поселения.
Численность населения — 308 человек (2021 год).

## Этимология
Толкование названия деревни Шеклянур дает доктор филологических наук И. С. Галкин в книге «Тайны марийской топонимики»: «Раньше, по-видимому здесь протекала речка. В экономических примечаниях Царевококшайского уезда за 1796 г. в Азяковской волости указаны 4 деревни, носящие название Шеклянур: Шеклянур, Степаново тож 11 дворов, Шеклянур, Пектуганово тож 10 дворов, Шеклянур 20 дворов, Шеклянур именем Крутой Овраг 8 дворов. Ныне сохранилась только одна деревня Шеклянур (Шеклянур)».
Название возникло от одноимённой речки: Шек+лей+нур = Шекленур — «поляна или поле на речке Шеклей».
Название же речки объяснимо при помощи родственных языков, среднеудмуртское шек — «порок, недостаток», мордовское лей — «река», то есть «нехорошая река». В марийском языке слово «шек» сохранилось с другим значением, средневосточномарийское шек — «сомнение».

## География
Располагается в 2,7 км от административного центра сельского поселения — деревни Среднее Азяково.
Вокруг поля, рядом лес, В центре находится пруд. В лесах много грибов, земляники, черники, брусники, малины, Богат и разнообразен животный мир. В целях сохранения природных комплексов в лесу проходит охранная зона, где запрещается охотиться на пушных зверьков.

## История
Деревня Шеклянур впервые упоминается в списках селений Царевококшайского уезда в 1723 году, в ней 10 дворов, 7 жилых домов, 3 пустых, значится 6 душ мужского пола, все мари, ясачные крестьяне. В 1839 году деревня носила название Простой Шеклянур, в ней 34 двора, 102 души мужского пола. В 1902—1905 годах число дворов в Простом Шеклянуре выросло до 76, в них проживали 414 человек, в канун революции 1917 года число жителей сократилось до 325 человек.
В Шеклянуре действовала Митрофановская церковь, деревянная. Службу вел священник Дмитрий Тимофеевич Тимофеев.
В 1930-е годы в деревне Шеклянур были организованы колхозы «Чодра марий», «Новый путь» и колхоз имени XVIII партсъезда.

## Население
| 2010 | 2013 | 2014 | 2016 | 2018 | 2021 |
| ---- | ---- | ---- | ---- | ---- | ---- |
| 322  | ↗335 | ↗340 | →340 | →340 | ↘308 |

Национальный состав на 1 января 2014 года:
| Национальность | Численность, чел. | Доля    |
| -------------- | ----------------- | ------- |
| всего          | 340               | 100,0 % |
| Марийцы        | 249               | 73,2 %  |
| Русские        | 83                | 24,4 %  |
| Татары         | 5                 | 1,5 %   |
| Чуваши         | 1                 | 0,3 %   |
| другие         | 2                 | 0,6 %   |

## Описание
Улично-дорожная сеть деревни имеет грунтовое и асфальтовое покрытие. Имеется централизованное водоснабжение. Деревня газифицирована. В деревне имеется культурно-досуговый центр и продуктовый магазин.